# Xestia senilis
Xestia senilis là một loài bướm đêm trong họ Noctuidae.